# Freccia del Brabante 2006
La Freccia del Brabante 2006, quarantaseiesima edizione della corsa, valida come evento del circuito UCI Europe Tour 2006 categoria 1.1, fu disputata il 26 marzo 2006 per un percorso di 191,1 km. Fu vinta dallo spagnolo Óscar Freire, che bissò il successo dell'anno prima, al traguardo in 4h23'00" alla media di 43,346 km/h.
Furono 69 i ciclisti che portarono a termine il percorso.

## Ordine d'arrivo (Top 10)
| Pos. | Corridore           | Squadra         | Tempo    |
| ---- | ------------------- | --------------- | -------- |
| 1    | Óscar Freire        | Rabobank        | 4h12'00" |
| 2    | Karsten Kroon       | CSC             | s.t.     |
| 3    | Nick Nuyens         | Quick Step      | s.t.     |
| 4    | Juan Antonio Flecha | Rabobank        | a 3"     |
| 5    | Marcus Ljungqvist   | CSC             | a 34"    |
| 6    | Igor Abakoumov      | Jartazi         | s.t.     |
| 7    | Kurt-Asle Arvesen   | CSC             | s.t.     |
| 8    | Erik Zabel          | Milram          | s.t.     |
| 9    | Matteo Carrara      | Lampre          | s.t.     |
| 10   | Sébastien Hinault   | Crédit Agricole | s.t.     |